# Gustav Thöni
Gustav Thöni (* 28. Februar 1951 in Trafoi – öfter liest man auch die italianisierte Schreibweise Gustavo Thoeni) ist ein ehemaliger italienischer Skirennläufer und -trainer. Der Südtiroler Slalom- und Riesenslalomspezialist gehörte in den 1970er Jahren zu den erfolgreichsten Rennläufern überhaupt. Er gewann viermal die Gesamtwertung des Skiweltcups und 24 Weltcuprennen, wurde fünf Mal Weltmeister und gewann bei Olympischen Spielen drei Medaillen (eine goldene und zwei silberne). Nach seinem Rücktritt vom Spitzensport feierte er als persönlicher Trainer von Alberto Tomba und als Cheftrainer der italienischen Nationalmannschaft zahlreiche weitere Erfolge. Sein Cousin Roland Thöni war ebenfalls Skirennläufer.

## Sportkarriere
Der Sohn des Dorfschullehrers Georg Thöni, der seine eigene Sportkarriere wegen des Krieges hatte abbrechen müssen, wuchs zusammen mit seinem 6 Wochen älteren Cousin Roland Thöni im kleinen Bergdorf Trafoi am Fuße des Stilfser Jochs auf. Die Eltern besaßen eine Pension und betrieben auch einen Skilift. Der Vater erkannte und förderte das Talent seines Sohnes, sorgte aber auch für eine gute Ausbildung: Nach der Grundschule besuchte Gustav Thöni das Mittelschul-Internat in Meran und anschließend die Handelsschule.
1968 wurde Thöni in die italienische Nationalmannschaft aufgenommen. Mit einer neu entwickelten Umsteigetechnik, mit der er die Tore besonders hoch anfahren konnte, revolutionierte er den Fahrstil jener Zeit und setzte sich gleich an die Weltspitze. Erstmals hatte er als Riesenslalomsieger im Alpencup am 29. März 1969 in Val-d’Isère auf sich aufmerksam gemacht, als er die damalige französische Elite hinter sich ließ. Am 11. Dezember 1969 nahm er an seinem ersten Weltcuprennen teil: Den Riesenslalom in Val-d’Isère gewann er mit über einer Sekunde Vorsprung auf den Franzosen Patrick Russel. Nachdem er im Januar 1970 drei weitere Rennen gewonnen hatte (seinen ersten Slalomsieg feierte er in Hindelang, es war erst sein drittes Rennen überhaupt), galt er vor den Skiweltmeisterschaften 1970, die nahe seiner Heimat in Gröden stattfand, bereits als großer Favorit. Thöni konnte dem Druck nicht standhalten: Im Riesenslalom schied er bereits nach dem dritten Tor aus und im Slalom verpasste er als Vierter die Medaillen knapp. Am Ende seiner ersten Saison stand er jedoch als Sieger des Riesenslalom-Weltcups fest, im Gesamtweltcup wurde er Dritter – nur acht Punkte hinter Sieger Karl Schranz.

### Erster Welt-Gesamtsieg 1970/71 und Olympiagold 1972
In der Saison 1970/71 ließ Thöni die Konkurrenz weit hinter sich. Er gewann vier Rennen und erreichte zahlreiche Podestplätze. Im amerikanischen Sugarloaf fuhr er erstmals in einer Abfahrt aufs Podest (zu einem Sieg in dieser Disziplin sollte es ihm aber nie reichen). Er gewann zum ersten Mal die Weltcup-Gesamtwertung, den Sieg im Riesenslalom-Weltcup teilte er sich mit dem punktgleichen Patrick Russel. Bei den Olympischen Winterspielen 1972 in Sapporo konnte Thöni seiner Favoritenrolle gerecht werden: Er wurde Olympiasieger im Riesenslalom und gewann im Slalom die Silbermedaille, geschlagen nur vom überraschenden Spanier Francisco Fernández Ochoa. Eine weitere Goldmedaille gewann er in der Kombination, die aber nicht als olympische Disziplin galt, sondern als Weltmeisterschaftswertung. Im Verlaufe der Weltcupsaison 1971/72 gewann Thöni zwar nur ein einziges Rennen, dies reichte jedoch für den erneuten Gewinn des Gesamtweltcups; auch den Riesenslalom-Weltcup entschied er für sich.

### Doppelweltmeister 1974
Thöni setzte in der Saison 1972/73 seine Erfolgsserie fort. Mit drei Siegen sicherte er sich zum dritten Mal in Folge die Weltcup-Gesamtwertung, darüber hinaus wurde er erstmals Sieger des Slalom-Weltcups. Bei den Skiweltmeisterschaften 1974 in St. Moritz wurde Thöni sowohl im Riesenslalom als auch im Slalom Weltmeister. Besonders eindrucksvoll war seine Leistung im Slalom, als er sich im zweiten Durchgang vom achten auf den ersten Platz verbesserte. Die Weltcupsaison 1973/74 erwies sich mit drei Siegen ebenfalls als erfolgreich, doch in der Gesamtwertung musste sich Thöni seinem Landsmann Piero Gros geschlagen geben. Allerdings entschied er zum zweiten Mal hintereinander den Slalom-Weltcup für sich. In den Jahren 1973 und 1974 wurde er von der Internationalen Vereinigung der Ski-Journalisten (AIJS) mit dem Skieur d’Or ausgezeichnet.

### Nochmals Gesamt-Weltcupsieger
In der Saison 1974/75 war Thöni erneut sehr erfolgreich. Er gewann sechs Rennen, darunter erstmals eine Kombinationswertung. Auf der Streif in Kitzbühel erreichte er seine zweite (und zugleich letzte) Podestplatzierung in einer Abfahrt, er lag nur eine Hundertstelsekunde hinter dem Sieger Franz Klammer. Vor dem letzten Rennen der Saison, einem Parallelslalom in Gröden, lagen Gustav Thöni, Ingemar Stenmark und Franz Klammer mit je 240 Punkten an der Spitze der Gesamtwertung. Im Finaldurchgang setzte sich Thöni gegen Stenmark durch und gewann somit zum vierten Mal den Gesamtweltcup.
Im darauf folgenden Winter konzentrierte sich Thöni ganz auf die Olympischen Winterspiele 1976 in Innsbruck. Er führte nach dem ersten Lauf des Riesenslaloms das Klassement an, fiel dann aber auf den vierten Platz zurück. Im Slalom gewann er hinter Piero Gros die Silbermedaille, in der als Weltmeisterschaft zählenden Kombinationswertung die Goldmedaille. Während der Saison 1975/76 konnte Thöni zwei Rennen gewinnen, doch er stand zunehmend im Schatten des Schweden Ingemar Stenmark und wurde schließlich Dritter der Gesamtwertung.
Während der Saison 1976/77 fiel Thöni immer weiter hinter Stenmark zurück und gewann lediglich eine Kombinationswertung. 1977/78 war sein bestes Ergebnis ein fünfter Platz, die Abfahrt bei den Skiweltmeisterschaften in Garmisch-Partenkirchen beendete er auf dem zwölften Platz. Im Februar 1979 schaffte er beim Slalom in Åre zum letzten Mal überhaupt eine Platzierung auf dem Podest. Bei den Olympischen Winterspielen 1980 in Lake Placid wurde Thöni Achter im Slalom, sein letztes Weltcuprennen fuhr er am 15. März 1980 in Saalbach-Hinterglemm (15. im Slalom).
Als einer der erfolgreichsten italienischen Wintersportler überhaupt wurde Gustav Thöni vom CONI zum Fahnenträger bei den Eröffnungsfeiern für die Olympischen Spiele 1976 in Innsbruck und 1980 in Lake Placid auserkoren.

## Trainer und Unternehmer
Nach dem Ende seiner Sportkarriere versuchte sich Thöni als Filmschauspieler und wirkte bei den Filme Der Abfahrer und Eine Hundertstel Sekunde mit. Bereits vor seinem Rücktritt hatte er damit begonnen, das durch seine sportlichen Erfolge erwirtschaftete Vermögen in den Ausbau der elterlichen Pension (zugleich sein Geburtshaus) zu einem Hotel zu investieren. Das Hotel „Bella Vista“ in Trafoi leitet er zusammen mit Ehefrau Ingrid und den drei Töchtern Petra, Susanne und Anna.
Einige Jahre war Thöni für den italienischen Skiverband als Nachwuchstrainer engagiert. Von 1989 bis 1996 war er persönlicher Trainer von Alberto Tomba und erreichte mit ihm zusammen zahlreiche Erfolge (Gesamtweltcup 1995, zwei Weltmeistertitel, ein Olympiasieg). Anschließend war er bis 1999 Cheftrainer der italienischen Skinationalmannschaft der Männer.

## Erfolge

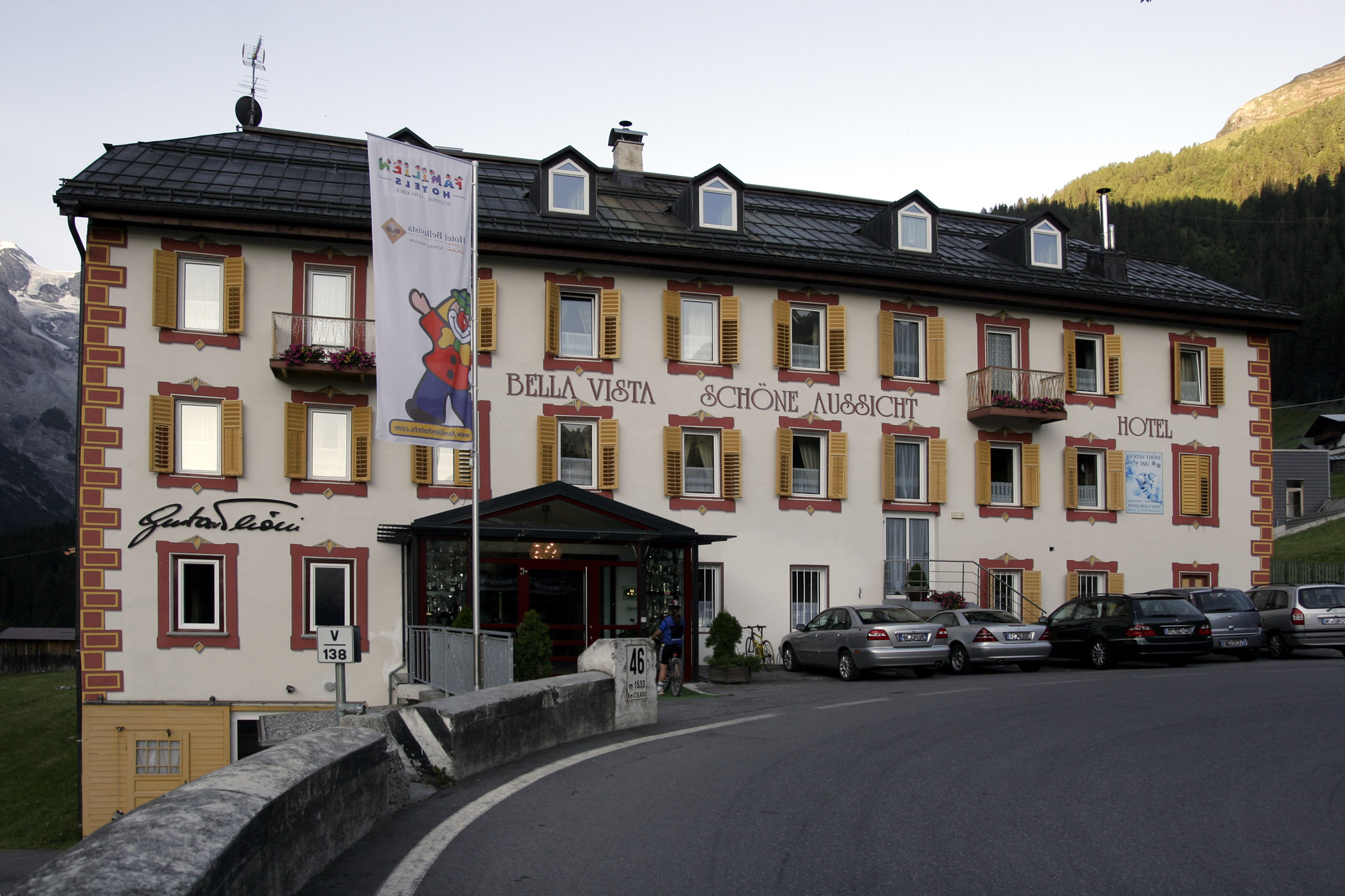
Gustav Thönis Geburtshaus in Trafoi

### Olympische Spiele
(zählten zugleich als Weltmeisterschaften)
- Sapporo 1972: 1. Riesenslalom, 2. Slalom
- Innsbruck 1976: 2. Slalom, 4. Riesenslalom
- Lake Placid 1980: 8. Slalom

### Weltmeisterschaften
- Gröden 1970: 4. Slalom
- Sapporo 1972: 1. Kombination
- St. Moritz 1974: 1. Riesenslalom, 1. Slalom
- Innsbruck 1976: 1. Kombination
- Garmisch 1978: 12. Abfahrt

### Weltcupwertungen
Gustav Thöni gewann in den Saisonen 1970/71, 1971/72, 1972/73 und 1974/75 den Gesamtweltcup. Hinzu kommen fünf Siege in Disziplinenwertungen (dreimal Riesenslalom, zweimal Slalom).
| Saison  | Gesamt | Gesamt | Abfahrt | Abfahrt | Riesenslalom | Riesenslalom | Slalom | Slalom | Kombination | Kombination |
| Saison  | Platz  | Punkte | Platz   | Punkte  | Platz        | Punkte       | Platz  | Punkte | Platz       | Punkte      |
| ------- | ------ | ------ | ------- | ------- | ------------ | ------------ | ------ | ------ | ----------- | ----------- |
| 1969/70 | 3.     | 140    | –       | –       | 1.           | 75           | 4.     | 65     | –           | –           |
| 1970/71 | 1.     | 155    | 13.     | 15      | 1.           | 70           | 2.     | 70     | –           | –           |
| 1971/72 | 1.     | 154    | 17.     | 4       | 1.           | 84           | 4.     | 66     | –           | –           |
| 1972/73 | 1.     | 166    | –       | –       | 4.           | 55           | 1.     | 110    | –           | –           |
| 1973/74 | 2.     | 165    | –       | –       | 3.           | 85           | 1.     | 80     | –           | –           |
| 1974/75 | 1.     | 250    | 9.      | 39      | 4.           | 60           | 2.     | 99     | –           | –           |
| 1975/76 | 3.     | 190    | –       | –       | 2.           | 82           | 3.     | 58     | 2.          | 50          |
| 1976/77 | 6.     | 145    | –       | –       | 10.          | 29           | 5.     | 63     | –           | –           |
| 1977/78 | 26.    | 22     | 23.     | 4       | 10.          | 17           | 22.    | 4      | –           | –           |
| 1978/79 | 9.     | 92     | –       | –       | 20.          | 26           | 9.     | 64     | –           | –           |
| 1979/80 | 51.    | 18     | –       | –       | –            | –            | 18.    | 18     | –           | –           |

### Weltcupsiege
Insgesamt hat Gustav Thöni 24 Weltcuprennen gewonnen (11 Riesenslalom, 8 Slalom, 1 Parallelslalom, 4 Kombinationen). Dazu kommen 25 zweite Plätze und 20 dritte Plätze. 114 Mal klassierte er sich unter den besten zehn.
| Datum            | Ort                  | Land             |
| ---------------- | -------------------- | ---------------- |
| 4. Januar 1970   | Hindelang            | Deutschland      |
| 10. Januar 1971  | Madonna di Campiglio | Italien          |
| 25. Februar 1971 | Heavenly Valley      | USA              |
| 4. Februar 1973  | St. Anton am Arlberg | Österreich       |
| 4. März 1973     | Mont Sainte-Anne     | Kanada           |
| 10. März 1974    | Vysoké Tatry         | Tschechoslowakei |
| 30. Januar 1975  | Chamonix             | Frankreich       |
| 15. März 1975    | Sun Valley           | USA              |
| 23. März 1975 *  | Gröden               | Italien          |

| Datum           | Ort       | Land       |
| --------------- | --------- | ---------- |
| 12. Januar 1975 | Wengen    | Schweiz    |
| 19. Januar 1975 | Kitzbühel | Österreich |
| 1. Februar 1975 | Megève    | Frankreich |
| 16. Januar 1977 | Kitzbühel | Österreich |

| Datum            | Ort                  | Land       |
| ---------------- | -------------------- | ---------- |
| 11. Februar 1969 | Val-d’Isère          | Frankreich |
| 29. Januar 1970  | Madonna di Campiglio | Italien    |
| 30. Januar 1970  | Madonna di Campiglio | Italien    |
| 21. Februar 1971 | Sugarloaf            | USA        |
| 27. Februar 1971 | Heavenly Valley      | USA        |
| 2. März 1972     | Heavenly Valley      | USA        |
| 15. Januar 1973  | Adelboden            | Schweiz    |
| 21. Januar 1974  | Adelboden            | Schweiz    |
| 2. März 1974     | Voss                 | Norwegen   |
| 5. Dezember 1975 | Val-d’Isère          | Frankreich |
| 13. Januar 1976  | Adelboden            | Schweiz    |

### Italienische Meisterschaften
Insgesamt fünf Titelgewinne:
- Kombination: 1970
- Slalom: 1971, 1973
- Riesenslalom: 1975, 1977

### Weitere Erfolge
- Kombination Madonna di Campiglio 9./10. Januar 1971[2]

## Ehrungen
- 1973 und 1974: Skieur d’Or
- 1975: Ehrenbürgerschaft der Gemeinde Prad
- 2019: Ehrenbürgerschaft der Gemeinde Stilfs